# Presura de Oporto
La Presura de Oporto o Presura de Portucale fue una campaña militar llevada a cabo en 868 por el noble gallego Vimara Pérez, que tuvo como resultado la toma de la región de Oporto por los moros y la fundación del Condado Portucalense.
En 868, Alfonso III de Asturias reinaba sobre todo el noroeste cristiano peninsular. Este rey, que había subido al trono dos años antes, era la cabeza de la monarquía fundada en 718 por Pelayo de Asturias tras la batalla de Covadonga contra los moros, la primera de la Reconquista.
El mismo año de la reconquista de las tierras de Portucale, el oficial Ibn Marwán, jefe de la guardia real, se había sublevado contra el emir de Córdoba, que gobernaba Andalus.

El Oporto en la Edad Media (con la catedral construida en el).

Oporto no era muy grande en aquella época. La ciudad se limitaba al ventoso y granítico Morro da Sé, que servía de mirador sobre el Duero y al castillo que defendía el paso del río. Su distrito, conocido como «territorium portugalense» o «portucalense», llegó a dar nombre a toda la región comprendida entre el río Miño y Santa Maria da Feira.
Como primer conde de Portugal, Vímara Peres tomó posesión del territorio y se le concedieron generosos beneficios. El territorio comenzó a poblarse de familias de la alta nobleza, poco numerosas, emparentadas entre sí y con los reyes de León, que ocupaban importantes cargos administrativos y curiales y poseían vastas tierras. Más tarde se extinguieron durante la crisis de la monarquía leonesa y la subida al trono de Fernando I de León, el primero de la dinastía navarra.